# 俞汉
俞汉，字仲云，元朝诸暨（今浙江省诸暨市）人。
俞汉精通史学，著有《史评》八十卷、《春秋传》三十卷、《象川集》十卷等书，进呈元朝朝廷，朝廷交付礼部刊行，征辟为儒学教授，他没有就任，之后去世。